# Soanindrariny
Soanindrariny est une commune rurale malgache, située dans la partie sud-est de la région de Vakinankaratra.

## Géographie

### Toponymie
Vers 1815, Rainitsarafiavy[Qui ?] crée le village sous le nom de Soanindrariny formé des deux mots « Soa » (bien, joli, bon) et « Rariny » (normal, légitime, légal)[réf. nécessaire].

### Lieux-dits
La commune Soanindrariny est composée de treize fokontany ou lieux-dits : à l'Est Tsaramody Fianarana, Bemasoandro, Ambodiala, Antambihazona et Est Tendro ; au centre, Soanindrariny et Soanafindra ; à l'Ouest Ambatolampy ; au Nord Manarintsoa et Antanimasaka; et au Sud Antanikatsaka, Fiherenana Nord et Sud.
La localité d'Ambodiala présente la montagne la plus élevée du district d'Antsirabe II.

## Démographie
La population est estimée à 21 000 habitants en 2001.

## Économie
La commune de Soanindrirany vit de l'agriculture, en produisant environ 50 tonnes de pommes par jour en période de récolte[réf. nécessaire]. La culture de riz, maïs, pomme de terre, haricots est consommée et vendue localement tandis que les fruits sont transportés à Antsirabe et à Antananarivo[réf. nécessaire]. Côté élevage, les cheptels sont de porcs, de zébus, de canards et de poulets, principalement comme ressource domestique.
Elle est située sur la route vers Antsirabe et Antananarivo, et profite donc des flux routiers.

## Services publics
Soanindrariny possède un collège d'enseignement général et un hôpital.

## Culture
Soanindrariny fait partie de la région du Vakinankaratra, où l'on pratique le Famadihana, « le souvenir des ancêtres ou dépouilles des ancêtres ». Actuellement, la plupart des gens pratiquent cette culture traditionnelle sauf les personnes converties au christianisme, comme les fidèles de l’Église luthérienne à Ambodiala et sa périphérie.
Ekena est une place touristique qui a une valeur historique : pendant la période coloniale elle est liée au mouvement de marronnage de Menalamba.